# Bigna Windmüller
Bigna Windmüller (Meride, 27 febbraio 1991) è un'ex saltatrice con gli sci svizzera.
È sorella di Sabrina, a sua volta saltatrice con gli sci di alto livello.

## Biografia
Originaria di Meride, comune svizzero in seguito accorpato a Mendrisio, debuttò in Coppa Continentale, la massima competizione femminile di salto prima dell'istituzione della Coppa del Mondo nella stagione 2012, il 18 gennaio 2006 a Dobbiaco, giungendo 25ª.
In Coppa del Mondo esordì il 23 novembre 2012 a Lillehammer (8ª) e ottenne il primo podio il 19 gennaio 2014 a Zaō (3ª).
In carriera partecipò a un'edizione dei Giochi olimpici invernali, Soči 2014 (18ª nel trampolino normale), e a due dei Campionati mondiali (14ª nel trampolino normale a Liberec 2009 il miglior piazzamento).
Al termine dalla stagione 2013-2014 annunciò il ritiro dalle competizioni.

## Palmarès

### Coppa del Mondo
- Miglior piazzamento in classifica generale: 26ª nel 2014
- 1 podio (individuale):
  - 1 terzo posto

### Coppa Continentale
- Miglior piazzamento in classifica generale: 13ª nel 2009
- 3 podi (tutti individuali):
  - 1 secondo posto
  - 2 terzi posti